# Pelaya
Pelaya es un municipio de Colombia, situado en el nordeste del país en el departamento de Cesar. Limita por el norte con Pailitas, al sur con La Gloria, al oeste con Tamalameque y al este con el departamento de Norte de Santander. 
Se encuentra localizada en la subregión sur del departamento, la ciudad más cercana es Valledupar a 228 km, gran parte de su territorio es plano, pero también tiene área de montaña con la cordillera oriental. 
Su extensión total es de 371,3 km², el área urbana tiene 4 km² y su área rural: 367,3 km²

## División Político-Administrativa
La Cabecera municipal se encuentra dividida en los barrios: El Lucero, Ciudad Jardín, San Juan, Jardín Central, Gaitán, Cementerio, Mata Bijao, 2 de Febrero, San Bernardo, Carrizal, Las Flórez, Las Delicias, Las Palmas, Las Américas, La Esperanza, Nuevo, San José, 11 de Noviembre, Alfonso López y 2 de Junio.
Pelaya tiene bajo su jurisdicción los centros poblados:
- Costilla
- San Bernardo

#### Veredas
El municipio tiene constituido las siguientes veredas:
La luz, Vegas lindas, La Hondita, La Morrocoya, Swiche, Guitarrilla, Jabonal, La Cabaña, Santa Ana, La Flecha, Manjares, Seis de Mayo, Marta Isabel, La Reforma, La esperanza Singarare 3, Unión del Futuro, Carrizal, Singarare 1, La Virgen, La Lejía 1, Los Chacones, Raíces Altas, Los Caimanes, Quebrada Seca, El Tigre, El Vergel, Laureles, El Lucero, Raíces Bajas, La Lejía 2, Singarare 2, Senderito y Caño Sucio.

## Geografía

### Localización
El Municipio de Pelaya se halla ubicado a los 08° 41’ 30’’ LATITUD NORTE y a los 73° 39’ 59’’ LATITUD OESTE; tiene una extensión de 371.3 kilómetros cuadrados y se encuentra al sur del departamento del Cesar, junto al valle del Magdalena medio.
El casco urbano se encuentra a 70 m.s.n.m sobre el nivel del Mar, presentando una temperatura promedio de 30 °C.

### Clima
El clima es cálido, registrando temperaturas anuales de 38 grados centígrados, con precipitaciones anuales de 1000 a 2020 mm, con brillo solar de 10 horas diarias en el primer semestre y nueve horas en el segundo semestre, cuenta con una topografía de Vegas, Laderas y Sabanas, con suelos Francoarcillosos en las Vegas, Francoarenosos en las Laderas y sin estructura en los suelos sabanosos.

### Hidrografía
Las principales fuentes hídricas del Municipio son: Quebrada Singararé, la Virgen, el carmen, la Legía, la Floresta, Raíces, Orisnos, Caño Sucio, Caño Jabonal, Caño Téllez, entre otros; además cuenta con la Ciénaga de Sahaya, el pozo sanchez ubicado en la vereda punta brava.

## Historia
La historia de Pelaya se remonta a los años de 1948, comenzó a conocerse con este nombre, antes fue conocido como Guitarrilla y Corea. La mayoría de sus primeros pobladores venían de los santanderes. Desde 1983 es municipio.
Se considera que la primera casa construida en 1936, en lo que hoy es pelaya, perteneció a la Señora Angela Corrales, mujer agricultura que sostenía su hogar, luego llega una familia de Apellido Camelo, que según información provenía del caserío de Costilla.
Año más tardes llegan otros moradores de poblaciones vecinas, especialmente de los Departamentos del Norte y del Sur del Santander, quienes establecieron viviendas fijas en 1.948, de ahí en adelante este lugar surge como caserío.
En años anteriores la población vivió una época de terror y violencia, el pueblo recibió el nombre de "Corea", la asemejaron a la violencia que sucedía a este país(guardando las proporciones de cada problema). Pero el nombre desapareció con el tiempo.
Estos territorios para esa época eran pertenecientes al municipio de Tamalameque y hacia el año 1962, se instala la primera inspección de policía, luego un puesto de salud y las primeras escuelas.
Después de la administración de Carlos LLeras Restrepo, se pone en práctica la reforma agraria, surgiendo así en esta zona la llamada parcelizaciòn de las tierras, lo cual comienza a darle vida socioeconómica de esta región, logrando mayor auge con la construcción de la carretera troncal de oriente, que comunicaban la costa atlántica con el interior del país, facilitando el transporte e intercambio comercial con otras poblaciones.
Hasta diciembre de 1980 Pelaya fue corregimiento del municipio de TAMALAMEQUE, en el archivo de la alcaldía figurò la ordenanza n.º 006 de 26 de diciembre de 1980, por la cual se asciende a PELAYA, a la categoría de Municipio.
El proyecto fue presentado por el Doctor Eliecer Meneses Lopera, pero ante la tentativa de reclamar límites, el municipio de Tamalameque presentó demanda, el fallo resultó a favor del demandante y Pelaya volvió a ser corregimiento.
Al concretar los límites territoriales y densidad poblacional, requisito indispensable para el municipio, se presentó el proyecto por intermedio del Doctor Rodrigo Aguilar, ante la Honorable Asamblea Departamental y, así mediante la ordenanza n.º 004 DE 1.983, se asciende a Pelaya a la categoría de Municipio.

## Economía
En el sector primario de la economía sobresale el cultivo del maíz como su principal producto agrícola, siendo el municipio de mayor producción a nivel nacional.
En segunda escala se produce el arroz, seguidos de la producción yuca, ahuyama plátano, sorgo, algodón, patilla, ñame, fríjol, y frutas tropical entre otros.
La producción pecuaria se centra principalmente en el ganado bovino. También se observan pequeñas producciones en cuanto a caprinos, equinos, piscicultura, aves de corral y apicultura. La actividad pesquera es el eje central de la economía en los corregimientos y el municipio.

## Medios de comunicación
En el municipio de Pelaya están disponibles prácticamente todos los servicios de telecomunicaciones, pasando por redes de telefonía móvil, redes inalámbricas de banda ancha, centros de navegación o cibercafés, comunicación IP, etc.
Hay varios operadores de telefonía móvil, todos con cobertura nacional y con tecnología GSM, Claro Colombia (de América Móvil) ; Movistar (de Telefónica), y Tigo (de la ETB, EPM Telecomunicaciones y Millicom International de Luxemburgo).
El municipio cuenta con un canal de televisión de señal privada: Canal 20 Aguachica Megared Televisión, Magazin Informativo, página de noticias.

## Festividades
Las festividades tradicionales se centran en la “ferias y fiestas del maíz”, que son celebradas a la par con el carnaval de Barranquilla, en las fiestas tradicionales del municipio, se puede disfrutar de comparsas por las diferentes calles, el festival gastronómico y la canción inédita.
La fiesta patronal en San Bernardo “Abad” el 20 de agosto y “La Original” el 26 de diciembre y en Costilla se celebra las festividades de la Virgen del Carmen el 16 de Julio.
La patrona del municipio es la Virgen de los Dolores.

## Estructura organizacional municipal
| Pelaya       | Pelaya      | Pelaya                     |
| Departamento | Código DANE | Categoría municipal (2023) |
| ------------ | ----------- | -------------------------- |
| Cesar        | 20550       | Sexta                      |

- Personería: Es un centro del Ministerio Público de Colombia que ejerce, vigila y hace control sobre la gestión de las alcaldías y entes descentralizados; velan por la promoción y protección de los derechos humanos; vigilan el debido proceso, la conservación del medio ambiente, el patrimonio público y la prestación eficiente de los servicios públicos, garantizando a la ciudadanía la defensa de sus derechos e intereses.

- Concejo Municipal: Es la suprema autoridad política del municipio. En materia administrativa sus atribuciones son de carácter normativo. También le corresponde vigilar y hacer control político a la administración municipal. Se regulan por los reglamentos internos de la corporación en el marco de la Constitución Política Colombiana (artículo 313) y las leyes, en especial la Ley 136 de 1994 y la Ley 1551 de 2012.

Constituido por 11 concejales por un periodo de 4 años.
- Alcaldía Municipal: En esta se encuentra la administración distrital y las entidades descentralizadas del municipio.

El alcalde se pronuncia mediante decretos y se desempeña como representante legal, judicial y extrajudicial del municipio. El alcalde municipal es José Valencia Ramírez (2024-2027).
- JAL.

### Servicios públicos
- Energía Eléctrica: Centrales Eléctricas de Norte de Santander, (CENS) del grupo EPM, es la empresa prestadora del servicio de energía eléctrica.
- Gas Natural: Vanti es la empresa distribuidora y comercializadora de gas natural en el municipio.